# آن فيرونيكا يانسون
آن فيرونيكا يانسون (بالإنجليزية: Ann Veronica Janssens)‏ هي مصممة إنتاجية بلجيكية وبريطانية، ولدت في 1956 في فولكستون ‏ في المملكة المتحدة.

## وصلات خارجية
- آن فيرونيكا يانسون على موقع ميوزك برينز (الإنجليزية)